# 竹野内豊
竹野内 豊（たけのうち ゆたか、1971年〈昭和46年〉1月2日 - ）は、埼玉県所沢市出身の俳優。
『ヤンキー母校に帰る』の元ヤンキー熱血教師といった硬派な役から、『BOSS』野立信次郎のようなお笑い系のコミカルな役まで、幅広く演じる事ができる俳優とされている。

## 来歴
出身校は所沢市立西富小学校、所沢市立向陽中学校、豊南高等学校。豊南高等学校在学中の1989年に、母と姉が男性ファッション雑誌『MEN'S NON-NO』の読者モデルに応募してグランプリを獲得したのをきっかけに芸能界入り。
モデルを経験した後、1994年（平成6年）放送のテレビドラマ『ボクの就職』にて俳優デビューした。
1995年（平成7年）、テレビドラマ『星の金貨』で酒井法子演じる聴覚障害者のヒロインをめぐって三角関係となる腹違いの兄弟を、同じくデビュー直後だった大沢たかおと演じ、揃って注目を集めた。1996年、テレビドラマ『続・星の金貨』にも続いて出演し、第33回ゴールデンアロー賞放送新人賞を受賞した。
1996年（平成8年）、テレビドラマ『ロングバケーション』（フジテレビ）では、山口智子演じるヒロインの弟でプレイボーイの葉山真二役を演じる。
1997年（平成9年）にはテレビドラマ『ビーチボーイズ』で反町隆史とともに主演を務め、その人気を決定的なものにする。
以降、1998年（平成10年）『WITH LOVE』、1999年（平成11年）『氷の世界』、2000年（平成12年）『真夏のメリークリスマス』、2001年（平成13年）『できちゃった結婚』といった人気ドラマで主演を演じ、2001年には映画に初出演し、イタリア・フィレンツェを舞台とした映画『冷静と情熱のあいだ』では香港の女優ケリー・チャンと共演し主演を務め、第25回日本アカデミー賞優秀主演男優賞を受賞。
2003年には自身の革命作となった『ヤンキー母校に帰る』で主演の元ヤンキー熱血教師を演じ、これまでのクールな自身の印象を硬派俳優へとイメージチェンジさせ、同番組は社会現象を起こし、大ヒット作となった。また同番組は後に主役級となった俳優が多く出演しており、現在では実現困難である豪華キャスティングとなっている。
2010年（平成22年）2月よりレナウンの男性向けブランド「D'URBAN(ダーバン)」のイメージキャラクターを務める。
2010年10月放送の『流れ星』で、9年振りにフジテレビ月9ドラマに主演。
2011年（平成23年）、映画『太平洋の奇跡 -フォックスと呼ばれた男-』で大場栄陸軍大尉役で主演を務め、第54回ブルーリボン賞 主演男優賞を獲得。
2014年（平成26年）、バカリズムが初めて全話の脚本を担当した『素敵な選TAXI』で主演、主人公であるタクシードライバー・枝分(えだわかれ)を演じた。本作については「台本を読みながら笑うという経験を初めてした」とベタ褒めしており、枝分というキャラクターにも「別の作品のロケ現場で、子供達から『あっ、枝分さんだ！』と呼ばれた事がある。役名で呼んでもらう事は初めての経験で、今までなかった」と愛着を感じているという。
2021年（令和3年）、フジテレビ系で放送の『イチケイのカラス』に出演し、主役の入間みちお役を務めた。また、この作品は竹野内の久しぶりの月9出演となった。
2021年12月31日付で、26年間所属した研音を退所。2022年からはフリーランスで活動している。
2022年（令和4年）、京都国際映画祭2022で三船敏郎賞を受賞。

## 人物
初期はクールな印象の俳優であったが、自身の大ヒット作となった『ヤンキー母校に帰る』で主演の元ヤンキー熱血教師を演じた事をきっかけに硬派俳優としての印象が強くなった。
声が素敵な俳優として定評があり、ドラマ10『この声をきみに』の主演に選ばれたのは声を基準にされたことによる。また『この声をきみに』ではイケていない中年男性を演じるなど、様々な登場人物を演じる事が可能である。普段のファッションはシンプルを好み、気に入った物を長年着る。
磯智明チーフプロデューサーは2017年時点で竹野内の事を「竹野内さん自身は、非常に真面目な方です。（『この声をきみに』の）初回に孝が詩を読みながら落涙するシーンがあったのですが、あれは本当に泣いています。涙が出るまで楽屋に入って集中していました。きちんと物語を理解しようとしているし、とても誠実です。役作り、セリフの言い回しについて細かく質問をなさるし、麻生さんとも演技について話し合いをしています。また、麻生さんが朗読講師という役にプレッシャーを感じていると、“大丈夫です。僕にとっての京子先生になっています”と、励ましたりして、気遣いもできる方ですね」と評価している。
器械体操の経験があり、映画『カツベン!』でのアクションに生きたという。
2021年4月クール放送の『イチケイのカラス』にて、50歳でフジテレビ月9としておよそ11年ぶりの主演。月9枠では織田裕二 以来、4人目の50歳代での主演となった。
車の運転が好きで、息抜きにドライブをすることが多い。また、休日はジムに行くことが多いとのこと。
好きなアーティストは、桑田佳祐（サザンオールスターズ）、トータス松本（ウルフルズ）、エレファントカシマシ。
好きな映画は、クリント・イーストウッドの作品全般。クリントについて、「俳優としても監督としても男としても年を重ねるごとにますます魅力が増していく。自分の中では永遠の憧れのヒーローです」と評している。
海外の街で好きな場所として、アメリカのニューヨークを挙げている。理由は、「僕自身曖昧な感じが好きではなく、ニューヨークには“イエスorノー”がハッキリした人々がいるので、気分がラクです」とのこと。

## 出演
※主演作品は太字。

### テレビドラマ
- ボクの就職（1994年4月10日 - 6月26日、TBS） - 佐々木三四郎 役
- 東京大学物語（1994年10月10日 - 12月19日、テレビ朝日） - 朝倉晃一 役
- 星の金貨（日本テレビ） - 永井拓巳 役
  - 星の金貨（1995年4月12日 - 7月12日）
  - 続・星の金貨（1996年10月9日 - 12月25日）
- まだ恋は始まらない（1995年10月16日 - 12月18日、フジテレビ） - 永井聡 役
- ロングバケーション（1996年4月15日 - 6月24日、フジテレビ） - 葉山真二 役
- 理想の結婚（1997年1月17日 - 3月21日、TBS） - 大滝勉 役
- ビーチボーイズ（フジテレビ） - 鈴木海都 役（反町隆史とW主演）
  - ビーチボーイズ（1997年7月7日 - 9月22日）
  - ビーチボーイズ スペシャル（1998年1月3日）
- WITH LOVE（1998年4月14日 - 6月30日、フジテレビ） - 長谷川天 役
- GTO（フジテレビ） - 本人（冬月の部屋に貼ってあるポスターでのカメオ出演）
  - GTO（1998年7月7日 ‐ 9月22日）
  - GTOスペシャル（1999年6月23日）
- 世紀末の詩（1998年10月14日 - 12月23日、日本テレビ） - 野亜亘 役
- 氷の世界（1999年10月11日 - 12月20日、フジテレビ） - 廣川英器 役（松嶋菜々子とW主演）
- 真夏のメリークリスマス（2000年10月13日 - 12月15日、TBS） - 樹下涼 役
- できちゃった結婚（2001年7月2日 - 9月10日、フジテレビ） - 平尾隆之介 役（広末涼子とW主演）
- 大河ドラマ（NHK総合）
  - 利家とまつ〜加賀百万石物語〜（2002年） - 佐脇良之 役
  - いだてん〜東京オリムピック噺〜（2019年） - 大森兵蔵 役
- サイコドクター（2002年10月9日 - 12月18日、日本テレビ） - 楷恭介 役
- タイムリミット（2003年6月25日、TBS） - 水沢剛 役 [24]
- ヤンキー母校に帰る（2003年10月10日 - 12月12日、TBS） - 吉森真也 役
- 流転の王妃・最後の皇弟（2003年11月29日・30日、テレビ朝日） - 愛新覚羅溥傑 役
- 離婚弁護士 第1話（2004年4月15日、フジテレビ） - 広澤善之 役
- 人間の証明（2004年7月8日 - 9月9日、フジテレビ） - 棟居弘一良 役
- 瑠璃の島（2005年、日本テレビ） - 高原信（川島達也） 役
- 輪舞曲（2006年1月15日 - 3月26日、TBS） - 西嶋ショウ 役
- 家族〜妻の不在・夫の存在〜（2006年10月20日 - 12月8日、テレビ朝日） - 上川亮平 役
- Tomorrow〜陽はまたのぼる〜（2008年7月6日 - 9月7日、TBS） - 森山航平 役
- BOSS（フジテレビ） - 野立信次郎 役
  - シーズン1（2009年4月16日 - 6月25日）
  - シーズン2（2011年4月14日 - 6月30日）
- 不毛地帯（2009年10月15日 - 2010年3月31日、フジテレビ） - 兵頭信一良 役
- 流れ星（2010年10月18日 - 12月20日、フジテレビ） - 岡田健吾 役
- もう一度君に、プロポーズ（2012年4月20日 - 6月22日、TBS） - 宮本波留 役
- オリンピックの身代金（2013年11月30日・12月1日、テレビ朝日） - 落合昌夫 役
- 素敵な選TAXI（関西テレビ・フジテレビ） - 枝分 役
  - 連続ドラマ（2014年10月14日 - 12月16日）
  - 素敵な選TAXI SPECIAL〜湯けむり連続選択肢〜（2016年4月5日）
- グッドパートナー 無敵の弁護士（2016年4月21日 - 6月16日、テレビ朝日） - 咲坂健人 役
- この声をきみに（2017年9月8日 - 11月17日、NHK総合） - 穂波孝 役[25]
- ミッドナイト・ジャーナル 消えた誘拐犯を追え！七年目の真実（2018年3月30日、テレビ東京） - 関口豪太郎 役[26]
- 義母と娘のブルース（TBS） - 宮本良一 役
  - 連続ドラマ（2018年7月10日 - 9月18日、TBS）[27]
  - 2020年謹賀新年スペシャル（2020年1月2日） - 写真、回想、語り / 岩城良治 役＊二役
  - 2022年謹賀新年スペシャル（2022年1月2日） - 岩城良治 役[28]
  - 2024年謹賀新年スペシャル（2024年1月2日）[29]
- イチケイのカラス（フジテレビ） - 入間みちお 役
  - 連続ドラマ（2021年4月5日 - 6月14日）[30]
  - イチケイのカラス〜井出伊織、愛の記録〜（2023年1月9日 - 13日）
  - イチケイのカラス スペシャル（2023年1月14日）[31]
- さまよう刃（2021年5月15日 - 6月26日、WOWOW） - 長峰重樹 役[32]
- 連続テレビ小説 あんぱん（2025年3月31日 - 、NHK総合） - 柳井寛 役[33]

### ウェブドラマ
- 義母と娘の間のフェルマータ 良治編（2020年1月3日、Paravi） - 岩城良治 役[34]
- THE DAYS（2023年6月1日、Netflix） - 前島信二 役[35][36]

### 映画
- 冷静と情熱のあいだ（2001年11月10日公開、東宝） - 阿形順正 役
- 明日への遺言（2008年3月1日公開、アスミック・エース） - ナレーション
- あの空をおぼえてる（2008年4月26日公開、ソニー・ピクチャーズ エンタテインメント） - 深沢雅仁 役
- さまよう刃（2009年10月10日公開、東映） - 織部孝史 役
- 太平洋の奇跡 -フォックスと呼ばれた男-（2011年2月11日公開、東宝） - 大場栄 役
- 大木家のたのしい旅行 新婚地獄篇（2011年5月14日公開、ギャガ） - 大木信義 役 ※水川あさみとのダブル主演
- 謝罪の王様（2013年9月28日公開、東宝） - 箕輪正臣 役
- ニシノユキヒコの恋と冒険（2014年2月8日公開、東宝映像事業部） - ニシノユキヒコ 役
- at Home アットホーム（2015年8月22日公開、ファントム・フィルム） - 和彦 役
- 人生の約束（2016年1月9日公開、東宝） - 中原祐馬 役[37]
- シン・ゴジラ（2016年7月29日公開、東宝） - 赤坂秀樹 役[38][39][4]
- 彼女がその名を知らない鳥たち（2017年10月28日公開、クロックワークス）- 黒崎俊一 役
- ラストレシピ〜麒麟の舌の記憶〜（2017年11月3日公開、東宝）- 三宅太蔵 役 [40]
- 孤狼の血（2018年5月12日公開、東映） - 野崎康介 役
- カツベン!（2019年12月13日公開、東映）- 木村忠義 役
- シン・ウルトラマン（2022年5月13日公開、東宝） - 政府の男 役[41]
- 映画 イチケイのカラス（2023年1月13日公開、東宝） - 入間みちお 役[42]
- シン・仮面ライダー（2023年3月18日公開、東映） - 政府の男 役[43]
- 探偵マリコの生涯で一番悲惨な日（2023年6月30日公開、東映ビデオ） - MASAYA 役[44][45]
- 唄う六人の女（2023年10月27日公開、ナカチカピクチャーズ / パルコ） - 萱島 役 ※山田孝之とのダブル主演[46][47][48]
- 四月になれば彼女は（2024年3月22日公開、東宝） - 伊予田衛 役[49]
- 雪風 YUKIKAZE（2025年8月15日公開、ソニー・ピクチャーズ エンタテインメント / バンダイナムコフィルムワークス） - 寺澤一利 役[50][51]
- Spirit World  スピリットワールド (2025年10月31日公開予定) - ハヤト 役

### ドキュメンタリー番組
- 地球創世ミステリー マザー・プラネット〜奇跡の島・ガラパゴス -命の遺産-（2008年3月17日、TBS） - ナビゲーター
- 密着!300日 実録「太平洋の奇跡」竹野内豊が見た、サイパン戦の真実（2011年2月13日、日本テレビ）
- NHKスペシャル『終戦決断〜なぜもっと早くできなかったのか〜』（2012年8月15日、NHK総合） - ナビゲーター
- 裸にしたい男「竹野内豊」（2012年10月6日・10月7日、NHK BSプレミアム）
- 映画『南極物語』から40年南極プロジェクト 〜どうなる?地球のミライ〜（2023年5月13日、フジテレビ） - ナレーション[52]

### 劇場アニメ
- リトルプリンス 星の王子さまと私（2015年11月21日公開） - ヘビ 役（日本語吹替版）

### テレビアニメ
- 人間交差点（2003年4月5日 - 6月28日、テレビ東京）

### CM
- 大塚ベバレジ「シンビーノ ジャワティ」（1992年）
- スズキ「アルトエコ」（1993年 - 1994年）
- JR東日本[53]
  - 「JR ski ski」（1995年 - 1996年）
  - 「大人の休日倶楽部」（2025年3月 - ）[54]
- NEC「スピークス」（1995年 - 1999年）
- カルビー「かっぱえびせん」（1996年 - 1997年）
- ボシュロム・ジャパン「メダリスト」（1996年 - 1997年）
- ダイドードリンコ「ブレンドコーヒー」（1997年 - 2001年）
- 講談社「TOKYO★1週間」（1997年 - 1998年）
- 山一證券（1997年）
- マリアナ政府観光局（1997年 - 1998年）
- 資生堂ファイントイレタリー「BOLTY」（1998年 - 2000年）
- ロッテ（1998年 - 2000年）
- 三陽商会「EZ by Zegna」（1998年 - 2000年）
- 第一製薬「CONTAC メディエード」（1998年 - 2000年）
- 日本航空（2000年 - 2001年）
- ソーテック（2000年 - 2001年）
- 朝日生命「保険王」（2001年 - 2004年）
- 日本コカ・コーラ
  - 茶宝（2002年 - 2003年）
  - 爽健美茶（2009年 - 2010年）
- KDDI「au」（2002年 - 2003年）
- 辰馬本家酒造「黒松白鹿 山田錦」（2003年 - 2005年）
- ネスレ日本「ネスカフェ サンタマルタX」（2003年 - 2004年）
- 富士フイルム「FinePix」（2003年 - 2005年）
- 早稲田アカデミー（2004年 - 2005年）
- UFJニコス「UFJカード」（2005年 - 2006年）
- 宝酒造「タカラ焼酎ハイボール」（2006年 - 2007年）
- 東洋ゴム工業「TRAMPATH MP4」（2006年 - 2009年）
- 三井住友海上火災保険（2007年 - 2009年）
- キリンビール「新 キリン・ザ・ゴールド」（2008年）
- レナウン「D'URBAN」（2010年 - 2011年）
- JT「Roots アロマボトル」（2011年 - 2015年）
- 東京ガス（2013年 - 2014年）
- JRA「The GI Story」（2014年）
- エポスカード（2014年 - 2016年）
- 大和ハウス工業「xevoΣ」（2015年 - 2019年）
- NTTドコモ「dヒッツ」（2016年 - 2017年）[55]
- 資生堂「uno」（2016年 - 2023年）[56]
- アサヒ飲料
  - カラダカルピス（2018年）
  - カルピス（2019年 - 2020年）
- ブリヂストン「BLIZZAK VRX2」（2019年 - 2020年）[57]
- アサヒビール 「アサヒ ザ・リッチ」（2020年 - 2023年）[58]
- 森永乳業「PARM」（2021年 - ）[59]
- GO（2021年 - ）
- シャープ「AQUOS」（2021年 - 2024年）
- サントリー「金麦」（2025年 - ）

## 受賞歴
- 1995年
  - 第5回TV LIFE年間ドラマ大賞 新人賞（『星の金貨』）[60]
- 1996年
  - 第33回ゴールデン・アロー賞 放送新人賞（『星の金貨』）
  - 第9回ザテレビジョンドラマアカデミー賞 助演男優賞（『ロングバケーション』）[61]
  - 第11回ザテレビジョンドラマアカデミー賞 助演男優賞（『続・星の金貨』）[62]
- 1998年
  - 第17回ザテレビジョンドラマアカデミー賞 主演男優賞（『WITH LOVE』）[63]
- 2002年
  - 第25回日本アカデミー賞 優秀主演男優賞（『冷静と情熱のあいだ』）[64]
- 2003年
  - 第41回ギャラクシー賞 テレビ部門 個人賞（『タイムリミット』『ヤンキー母校に帰る』『流転の王妃・最後の皇弟』）
  - 第39回ザテレビジョンドラマアカデミー賞 主演男優賞（『ヤンキー母校に帰る』）[65]
- 2004年
  - 第12回橋田賞 個人賞（『ヤンキー母校に帰る』『流転の王妃・最後の皇弟』）[66]
- 2009年
  - 第61回ザテレビジョンドラマアカデミー賞 助演男優賞（『BOSS』）[67]
- 2012年
  - 第54回ブルーリボン賞 主演男優賞（『太平洋の奇跡』）[68]
- 2022年
  - 京都国際映画祭2022 三船敏郎賞[20]

## 書籍
- Yutaka Takeinouchi Youth Paw Print （1997年12月1日、ラインブックス） ISBN 978-4898090084

### 写真集
- Yutaka Takenouchi （1996年12月1日、ワニブックス） ISBN 978-4847024443
- YUTAKA TAKENOUCHI - Yutaka Takeinochi Photo Collection （1999年12月1日、マガジンハウス） ISBN 978-4838711840

### カレンダー
- 竹野内豊フォトブックカレンダー 2013 ONE DAY TOKYO （2012年11月30日、トーキョーマイメイツパワー）ISBN 978-4903454122
- 竹野内豊フォトブックカレンダー 2014 ONE DAY in New York （2013年12月10日、トーキョーマイメイツパワー）ISBN 978-4903454146